# Anglo American plc
Anglo American plc er et britisk multinationalt mineselskab med hovedkvarter i London. Virksomheden udvinder mineraler som platin, diamant, kobber, nikkel, jern og kul. De driver forretning i Afrika, Asien, Australien, Europa, Nordamerika og Sydamerika.
Anglo American er børsnoteret på London Stock Exchange og Johannesburg Stock Exchange.